# In the Pocket (Commodores)
In the Pocket è il nono album in studio del gruppo musicale statunitense Commodores, pubblicato nel 1981.

## Tracce
Side 1
1. Lady (You Bring Me Up) – 4:46 (Shirley Hanna-King, Harold Hudson, William King)
2. Saturday Night – 5:00 (Hudson, Thomas McClary)
3. Keep on Taking Me Higher – 5:19 (Hudson, McClary)
4. Oh No – 2:51 (Lionel Richie)

Side 2
1. Why You Wanna Try Me – 4:36 (David Cochrane, Richie)
2. This Love – 5:15 (Walter Orange)
3. Been Loving You – 3:52 (Orange)
4. Lucy – 4:48 (Richie)

## Formazione
- Lionel Richie – voce, sassofono, tastiera, piano
- Thomas McClary – voce, chitarra
- Milan Williams – tastiera
- Ronald LaPread – basso
- William King – tromba
- Walter Orange – batteria, voce, percussioni